# Phản xạ da lòng bàn chân
Phản xạ da lòng bàn chân là một phản xạ được tạo ra khi lòng bàn chân bị kích thích bằng một vật cùn. Ở những người trưởng thành khỏe mạnh, phản xạ da gan bàn chân khi bị kích thích sẽ làm cụp các ngón chân xuống. Phản ứng Babinski hoặc dấu hiệu Babinski dương tính khi ngón cái duỗi lên, các ngón khác xòe ra như nan quạt. Dấu hiệu này đặt theo tên của nhà thần kinh học Joseph Babinski. Dấu hiệu Babinski dương tính có thể giúp chẩn đoán bệnh của tủy sống và não ở người lớn, ngoài ra đây cũng là phản xạ sơ khai ở trẻ sơ sinh.

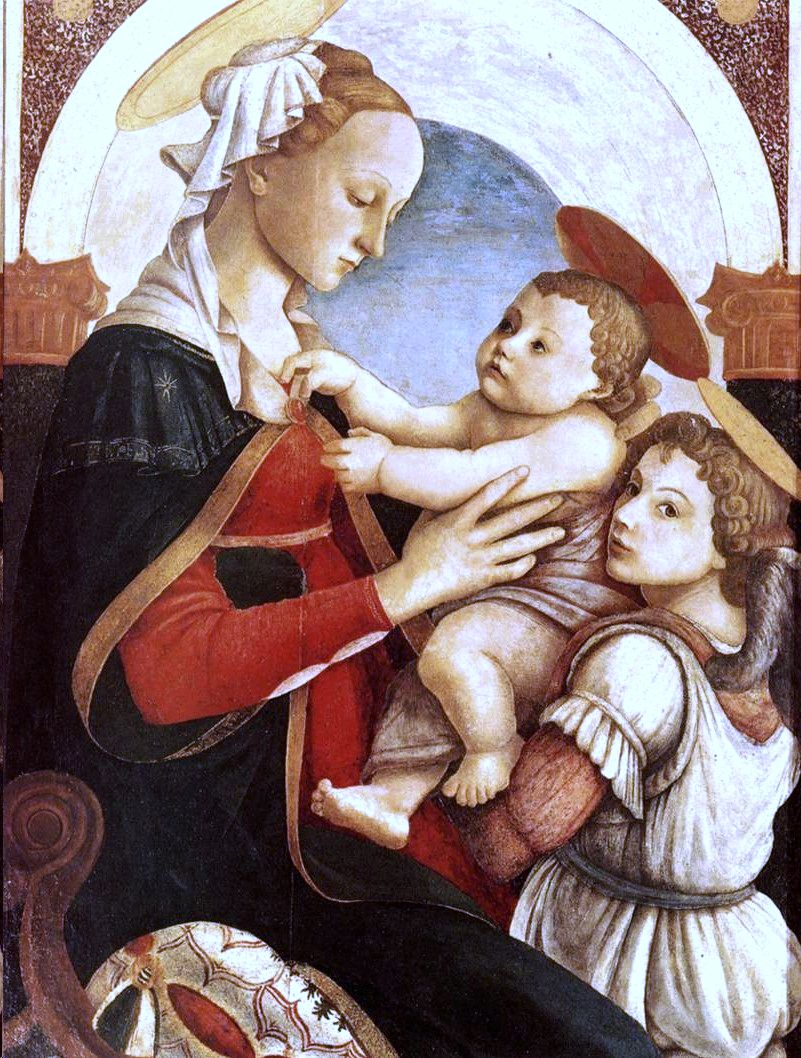
Bức hình của Botticelli

Babinski được mô tả lần đầu tiên trong văn bản y khoa vào năm 1896. Tuy nhiên phản xạ này trước đó đã được tìm thấy trong bức Madonna col Bambino e angeli or Lippina của họa sĩ Botticelli vào giữa thế kỷ 15.

## Cách khám

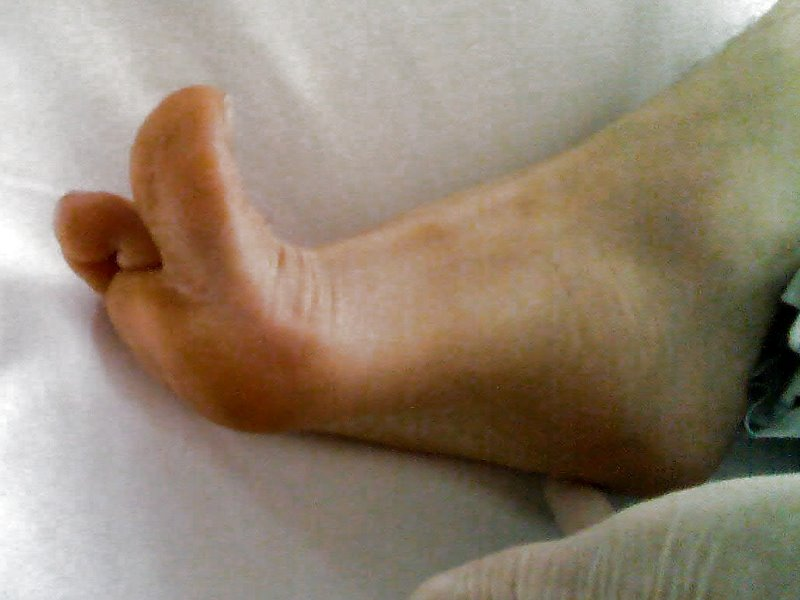
Dấu hiệu Babinski bệnh lý ở người lớn

Để bệnh nhân nằm dài 2 chân duỗi thẳng rồi dùng dụng cụ cọ xát ngoài lòng bàn chân từ gót đến ngón chân một cách từ từ. Bình thường tất cả các ngón chân sẽ gấp xuống.
Giá trị triệu chứng:
- Gấp ngón: các ngón chân cong xuống và gấp lại vào trong, và bàn chân quay ngược; đây là phản xạ được thấy ở người lớn khỏe mạnh.
- Không phản xạ: khi kích thích, bàn chân và ngón chân không phản xạ. Dấu hiệu này có giá trị gợi ý có tổn thương.
- Nếu ngón cái duỗi lên một cách từ từ, các ngón khác xòe ra như nan quạt thì có thể có tổn thương thần kinh. Dấu hiệu Babinski dương tính, biểu hiện tổn thương hệ thần kinh trung ương (bó tháp) nếu kích thích ở người lớn, nhưng đây chỉ là phản xạ bình thường nếu kích thích ở trẻ dưới 3 tuổi.

## Mô tả cơ chế

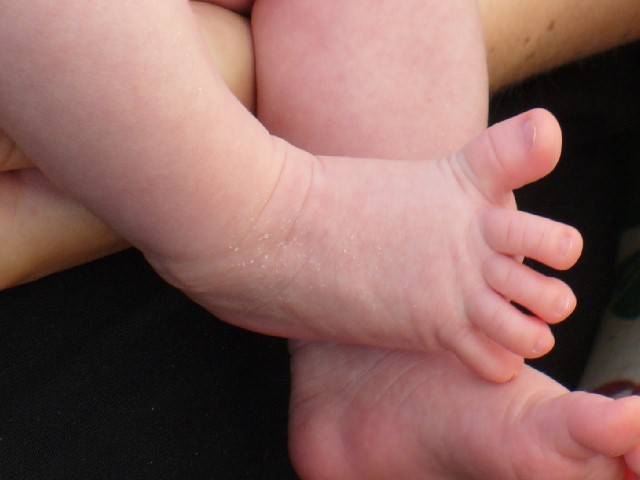
Dấu hiệu Babinski ở trẻ sơ sinh khỏe mạnh

Dấu hiệu Babinski cho thấy tổn thương tế bào thần kinh vận động trên tạo thành tổn thương dải vỏ-tủy. Đôi khi, bệnh lý của phản xạ lòng bàn chân là dấu hiệu đầu tiên và duy nhất của một bệnh nghiêm trọng. Khi phát hiện phản xạ da gan bàn chân bất thường rõ ràng, các bác sĩ thần kinh sẽ phải khám chi tiết, chỉ định chụp CT não hoặc MRI cột sống, chọc dò thắt lưng để xét nghiệm dịch não tủy.
"Dấu hiệu Babinski âm tính" tức là bệnh nhân bình thường.

### Ở trẻ sơ sinh
Trẻ sơ sinh thường sẽ có phản xạ duỗi ngón. Trong một nghiên cứu trên 256 trẻ sơ sinh khỏe mạnh, phản xạ duỗi chiếm 73,8%, phản xạ gập chiếm 8,9%, còn lại là vừa duỗi vừa gập chiếm 17,3% Phản xạ duỗi này là do các neuron của đường dẫn truyền vỏ - gai từ não xuống tủy sống ở tuổi này chưa được myelin hóa đầy đủ, nên phản xạ không bị vỏ não ức chế. Phản xạ duỗi thường biến mất và nhường chỗ cho phản xạ gập khi trẻ được 12 tháng tuổi. Nếu phản xạ này còn xuất hiện khi trẻ 2–3 tuổi cho thấy có vấn đề trong não hoặc tủy sống.

## Mối quan hệ với phản xạ của Hoffmann
Phản xạ Hoffmann dùng để khám chi trên, có giá trị tương đương với dấu hiệu Babinski vì cả hai đều chỉ ra rối loạn chức năng neuron vận động trên. Về mặt cơ học, hai dấu hiệu này khác nhau đáng kể; phản xạ cơ gấp ngón tay đơn thuần là một phản xạ tủy sống đơn synapse trong một cung phản xạ liên quan đến cơ gấp sâu các ngón tay thường bị ức chế hoàn toàn bởi các tế bào thần kinh vận động trên. Đường dẫn truyền thần kinh tạo ra phản ứng da gan bàn chân phức tạp hơn nhiều.

## Một số dấu hiệu tương đương dấu hiệu Babinski
Phản xạ da gan bàn chân còn có một số cách khám phát hiện dấu hiệu tương đương như dấu hiệu Babinski.
- Dấu hiệu Bing – cảm giác bị kim châm trên mu bàn chân
- Dấu hiệu Cornel – trầy xước dọc theo mặt trong của gân cơ duỗi dài ngón chân cái
- Dấu hiệu Chaddock – dùng kim đầu tù gãi vòng quanh mắt cá chân ngoài từ sau ra trước, cũng có thể làm duỗi ngón cái giống dấu hiệu Babinski nếu có tổn thương bó tháp
- Dấu hiệu Gonda – gập về phía mu chân và đột ngột thả ngón chân thứ 4. Khi có tổn thương bó tháp thì thấy duỗi nhanh ngón cái
- Dấu hiệu Gordon – dùng tay siết chặt cơ bắp chân, ép thật mạnh vào khối cơ dép. Nếu dấu hiệu duỗi ngón cái xuất hiện thì cách đánh giá triệu chứng cũng tương tự
- Dấu hiệu Moniz
- Dấu hiệu Oppenheim – tạo áp lực lên mặt trước của xương chày bằng cách vuốt dọc. Nếu duỗi ngón cái thì giá trị chẩn đoán tương tự Babinski
- Dấu hiệu Schaeffer – bóp mạnh vào gân Achilles. Nếu duỗi ngón cái thì giá trị chẩn đoán tương tự Babinski
- Dấu hiệu Silva – ép mạnh vào cơ thẳng đùi[15]
- Dấu hiệu Stransky – thầy thuốc giạng ngón chân út mạnh mẽ và thả đột ngột
- Dấu hiệu Strümpell – bệnh nhân cố gắng gập gối để chống lại lực cản
- Phản xạ Throckmorton – thầy thuốc gõ khớp xương cổ chân của ngón chân cái
- Dấu hiệu Lê Văn Thành - thầy thuốc dùng tay bật ngược ngón chân thứ 2 về phía mu chân. Khi có tổn thương bó tháp có thể thấy duỗi nhanh ngón cái.[6][16][17]

### Phản xạ bất thường khác cùng làm ngón chân gập vào
- Phản xạ Bekhterev-Mendel – gập ngón chân thứ 2 đến thứ 5 khi bác sỹ gõ mặt mu bàn chân
- Dấu hiệu Rossolimo – các ngón chân gập quá mức khi gõ lên đầu các ngón chân